# Visso
Visso è un comune italiano di 929 abitanti della provincia di Macerata nelle Marche.

## Geografia fisica
Attraversato dallo spartiacque Tirreno-Adriatico, il territorio comunale ricade per buona parte nel bacino idrografico del fiume Nera, l'affluente del Tevere che nasce sui Monti Sibillini e attraverso le Gole della Valnerina prosegue il suo percorso verso Terni. Il capoluogo è posto alla confluenza di cinque vallate (e altrettanti corsi d'acqua), in una conca circondata da montagne con versanti ripidi e boscosi e dolci cime a prato/pascolo; l'altitudine del territorio è compresa tra i 600 metri circa del fondovalle e i 1800 metri del Monte Cardosa.
Visso ha un'exclave, identificabile nella frazione di Cupi, compresa tra i comuni di Pieve Torina, Fiordimonte, Acquacanina e Ussita.

## Origine del nome
Il toponimo Visso (in dialetto locale Vissu) deriva probabilmente dal latino vicus (villaggio) ma potrebbe riflettere l'antroponimo germanico Wiso.

## Storia
Il più antico e sicuro reperto archeologico che testimonia l'esistenza di un abitato in epoca romana è l'epigrafe funeraria di un libertus, pubblicata nel CIL e datata tra il I secolo a.C. e il I secolo d.C.; sembra che lo schiavo liberato appartenesse alla tribù Horatia, stanziata nei dintorni di Spoleto. Trovandosi al confine tra le Regioni del Samnium e dell'Umbria, con l'arrivo dei Longobardi e la fondazione del ducato di Spoleto, il territorio della medio-alta Valnerina passò nel 576 sotto la giurisdizione del Gastaldato di Ponte.
Dopo il Mille, le popolazioni dei feudi circostanti la conca diedero vita al primo agglomerato urbano indicato con il nome di Visse; inizialmente posto sul Colle di San Giovanni, dove fu costruita nel XIII secolo la Rocca, per una serie di fattori il nucleo abitativo venne spostato a fondovalle, intorno alla nascente Pieve di Santa Maria. Incisero probabilmente la disponibilità di acque sorgive e fluviali (con costruzione di mulini e regimentazione dei fiumi) e la maggiore vicinanza alle vie di commercio (soprattutto di lana lavorata e bestiame), ma il processo di inurbamento fu accelerato dalla ricostruzione successiva al distruttivo terremoto del 1328. Risulta notevole che, nei secoli successivi, Visso non abbia più avuto un danneggiamento di simile gravità (fino al 2016), mentre la vicina Norcia è stata pesantemente ricostruita più volte.
Pur senza mai staccarsi dallo Stato della Chiesa (le chiavi papali sono tuttora nello stemma comunale), tra il XII e il XIII secolo Visso crebbe e si organizzò in libero comune con l'annessione dei feudi nobiliari ed ecclesiastici tra Ussita e Castelsantangelo, rivaleggiando fortemente con i comuni limitrofi (in specie Norcia, Camerino, Montefortino, Montemonaco e Acquacanina) per il controllo del commercio ovino. Tuttavia, le libertà comunali iniziarono a declinare già dalla fine del XIV secolo, quando il ducato di Spoleto passò sotto il diretto controllo del Papa e il governo di Visso venne affidato alla potente famiglia guelfa dei Da Varano, duchi di Camerino. Poiché però le sempre difficili esigenze del territorio (e la natura ostile dei vissani) rendevano incostante il potere effettivo della Signoria, nel XV secolo il governo fu affidato definitivamente a un rappresentante pontificio; rimasero, con l'approvazione del Papa, alcune delle libertà giuridiche espresse dagli Statuti comunali. La prima metà del '400 fu per la cittadina un periodo di profonda crisi (detto "la ruina di Visso"), dovuto ai saccheggi delle compagnie di ventura (da cui il toponimo "Ponte Spagnolo") e al susseguirsi di epidemie di peste; dopo la Pace di Lodi, il commercio riprese e con una serie di restauri Visso iniziò ad assumere le forme rinascimentali che tuttora caratterizzano i palazzi e le vie principali del centro storico.
In un territorio così montuoso e impervio, tuttavia, rimaneva il problema delle risorse agricole: la scarsità di spazi coltivabili, così come di pascoli e di boschi per il legname, spingeva i vissani a sconfinare, continuando così ad accendere feroci dispute con i vicini. L'ultimo grande scontro avvenne con Norcia nel 1522 per il possesso dei produttivi terreni sopra la frazione di Gualdo: la cosiddetta Battaglia del Pian Perduto (il cui scacchiere fu l'altopiano di Castelluccio di Norcia). Questa battaglia deve la sua fama a un poema eroicomico del '600, che narra (non molto imparzialmente) di come l'astuzia e la fede dei vissani avessero sconfitto la baldanza del nemico in superiorità numerica. L'opera è tradizionalmente attribuita a tal Berrettaccia, poeta-pastore di Castelsantangelo sul Nera, ma l'uso delle rime per la tradizione orale e la commistione di toni (da grotteschi a celebrativi, da popolari a religiosi) suggeriscono la presenza di più autori tra cantastorie e chierici della montagna tra XVI e XVII secolo.
Fin dalla sua costituzione (e formalmente fino alla fine del XVIII secolo) il Comune di Visso era diviso in guaite, subunità amministrative come erano le contrade per gli altri comuni italiani: Guaita Plebis (la Pieve di S.Maria, ovvero il centro storico e l'attigua frazione di Borgo San Giovanni), Guaita Uxitae (Ussita), Guaita Montana (Castelsantangelo sul Nera), Guaita Villae (Villa Sant'Antonio), Guaita Pagese (le "frazioni di frontiera" Cupi, Macereto e Aschio). A rappresentanza di ogni Guaita era eletto un Priore, che presiedeva con gli altri l'assemblea riunita nel Palazzo omonimo, facendosi garante delle leggi promulgate dai Governatori (dopo l'età comunale, dal delegato papale).
Dopo il 1797, con l'avvento di Napoleone Bonaparte, Visso fece parte della breve Repubblica Romana (dipartimento del Clitunno) e poi dei domìni francesi italiani (Trasimeno); in questo periodo venne costruito il Cimitero fuori dalle mura, mentre furono annesse le frazioni nursine di Saccovescio, Castelvecchio, Sant'Eutizio, Campi, Ancarano, Croce, Orvano, Fematre, Riofreddo, Chiusita, Mevale e Rasenna. Con la Restaurazione Visso tornò sotto lo stato pontificio (restituendo alcune frazioni a Norcia) e nel 1822 ottenne il rango di "Città" con il motto "ANTIQUUM ET FIDELE VISSUM"; tale titolo può essere visto come un riconoscimento dell'importanza raggiunta per l'economia della montagna, oltre che di fedeltà verso il Papa. Marginalmente coinvolta nel processo risorgimentale, se si esclude un passaggio di Garibaldi e la parabola del poeta-pastore Giuseppe Rosi, al plebiscito del 1860 Visso votò per l'annessione alla monarchia dei Savoia, e alla proclamazione del Regno d'Italia venne accorpata alla provincia di Macerata. È interessante notare che solo nel 1985 il paese passò dall'arcidiocesi di Spoleto a quella di Camerino.
Nel 1913 le frazioni di Castelsantangelo sul Nera e Ussita vennero elevate a comuni distaccandosi da Visso, che poi ebbe una breve parentesi amministrativa (1927-1929) nella provincia di Perugia. Durante la seconda guerra mondiale, Visso vide operare nel suo territorio i partigiani Pietro Capuzi e Carla Voltolina; nel dopoguerra, a Capuzi è stata dedicata una Piazza (oltre che una lapide sulla sua casa in Via Leopardi), mentre la prospiciente torre difensiva sul Monte Efra fu restaurata e trasformata in Monumento ai Caduti.
Negli anni del boom, sull'onda dell'apertura degli impianti invernali di Frontignano di Ussita e di Monte Prata a Castelsantangelo, Visso è diventata una meta turistica ambita dagli appassionati della montagna; nonostante lo sviluppo e l'espansione dell'abitato fuori dalle mura, come molti altri borghi montani dell'Appennino subì un forte calo demografico.
Dal 1993, Visso è la sede del Parco nazionale dei Monti Sibillini. La città fa parte del Club dei Borghi più belli d'Italia ed è Bandiera arancione certificata dal Touring Club Italiano.
Nel 2016 il territorio del comune è stato duramente colpito da forti terremoti: il borgo e le sue frazioni, già in parte danneggiati dalla scossa del 24 agosto, sono stati devastati dalle scosse epicentrali del 26 ottobre (di magnitudo locale 5.4 e 5.9) e ulteriormente lesionati dal vicino evento del 30 ottobre (6.5 Mw), riportando l'inagibilità del 90% degli edifici e numerosi crolli, specialmente nel centro storico. L'evento sismico, riportato con grande evidenza anche dai media nazionali e internazionali, ha profondamente mutato l'assetto urbanistico, con la costruzione di aree urbanizzate per le SAE (soluzioni abitative d'emergenza) e di spazi provvisori per le attività produttive, in attesa del completamento della ricostruzione.

## Monumenti e luoghi d'interesse

### Edifici religiosi

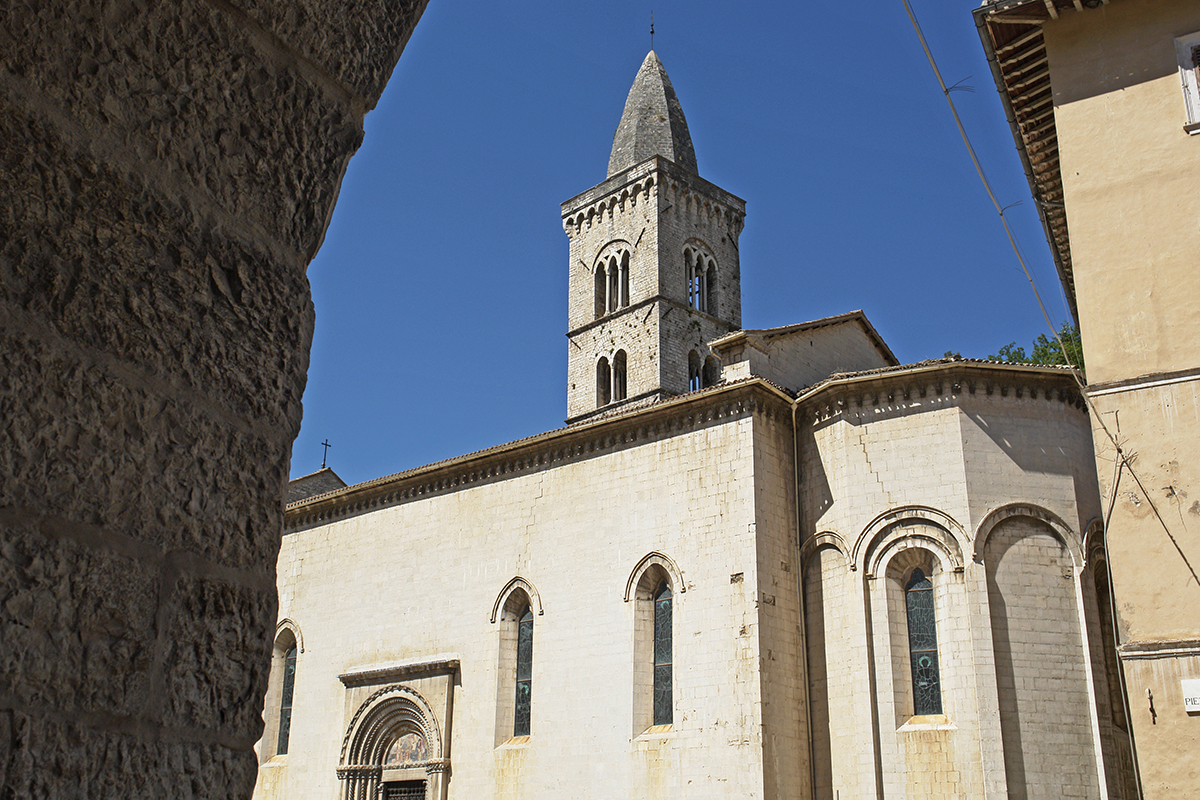
La gotica Collegiata di Santa Maria.

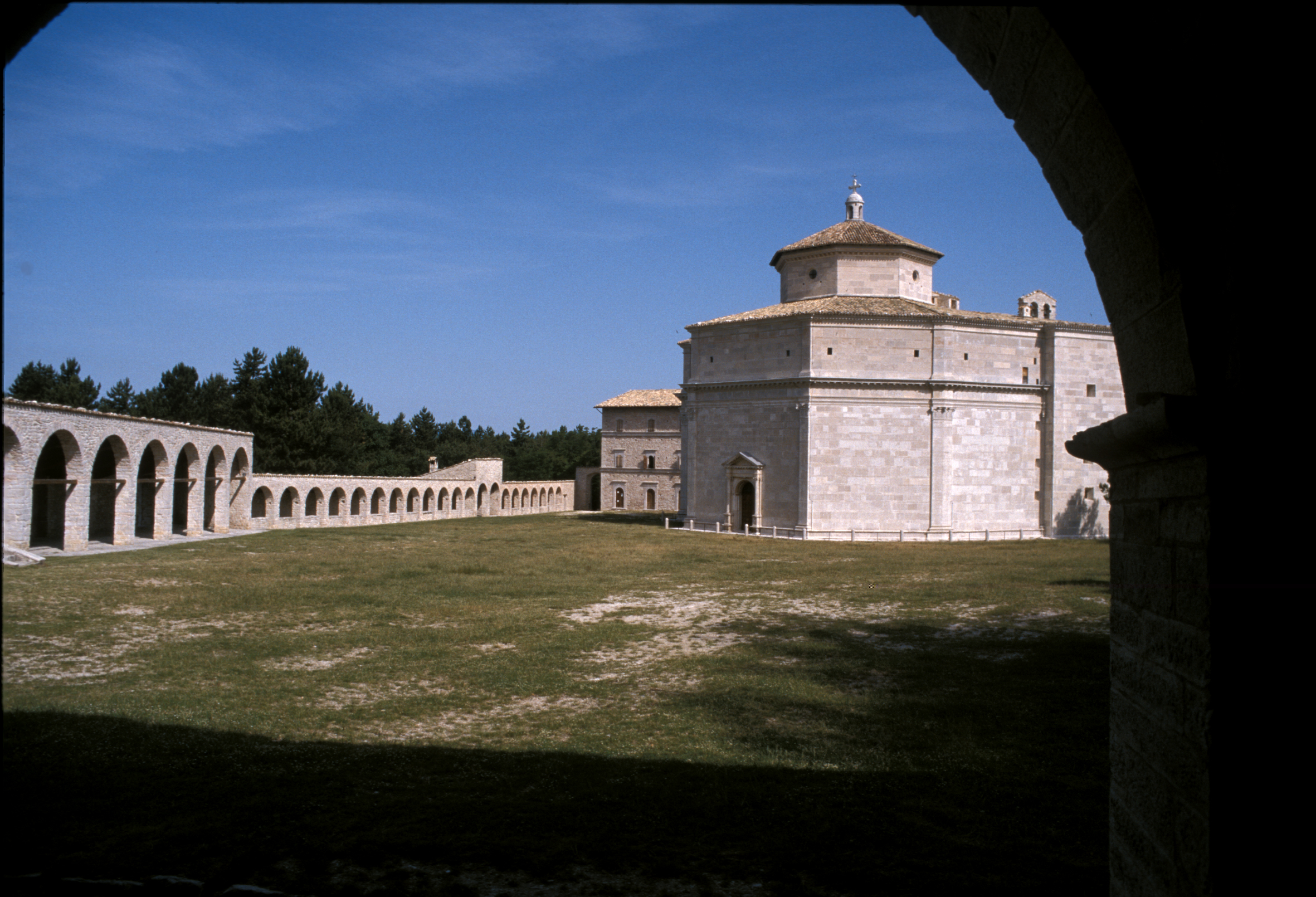
Il Santuario di Macereto.

- Collegiata di Santa Maria -  L'attuale chiesa in stile romanico-gotico, fondata nel 1256, è stata costruita sulla pieve originaria del 1143 ma fu completata solo verso la metà del XIV secolo. Al suo interno conserva notevoli opere d'arte fra cui affreschi trecenteschi di scuola umbro-marchigiana (tra cui un peculiare San Cristoforo gigante) e di scuola giottesco-riminese (ciclo di affreschi nell'abside).
- Sant'Agostino - chiesa a facciata gotica del XIV secolo, sede del Museo-Pinacoteca Diocesano che ha ospitato un'importante collezione comunale di manoscritti del poeta recanatese Giacomo Leopardi, tra cui il celebre sonetto "L'Infinito" [10].
- Chiesa di San Francesco - di forme romanico-gotiche abruzzesi, XIV secolo; la caratteristica facciata quadrangolare è stata arretrata di 8 metri dopo l'alluvione del 1858, per permettere la costruzione dell'imponente argine del Torrente Ussita. Per anni è stata sede della stagione concertistica poliphonica festival. Nel marzo 2017, grazie all'intervento dei Caschi Blu della Cultura, è stato rinvenuto un affresco probabilmente dipinto dal maestro locale del XV secolo Paolo da Visso[11].
- Altre chiese - a Visso: Chiesetta della Concezione, San Giovanni, Madonna di Cardosa, Santa Croce, San Girolamo; a Borgo S.Antonio: Chiesa di Sant'Antonio; nelle altre frazioni: le Pievi di Fematre e di Mevale (notevoli per gli affreschi dei fratelli Angelucci).
- Santuario di Macereto - la massima espressione dell'Architettura rinascimentale del '500 nelle Marche, situato a 10 km dal paese sul solitario e panoramico altopiano di Macereto, presso la frazione di Cupi. La costruzione del bianco tempio intorno alla statua della Madonna, lì venerata già dal XIV secolo, iniziò nel 1528 con l'architetto Giovan Battista da Lugano su precedente progetto del Bramante.

### Edifici civili

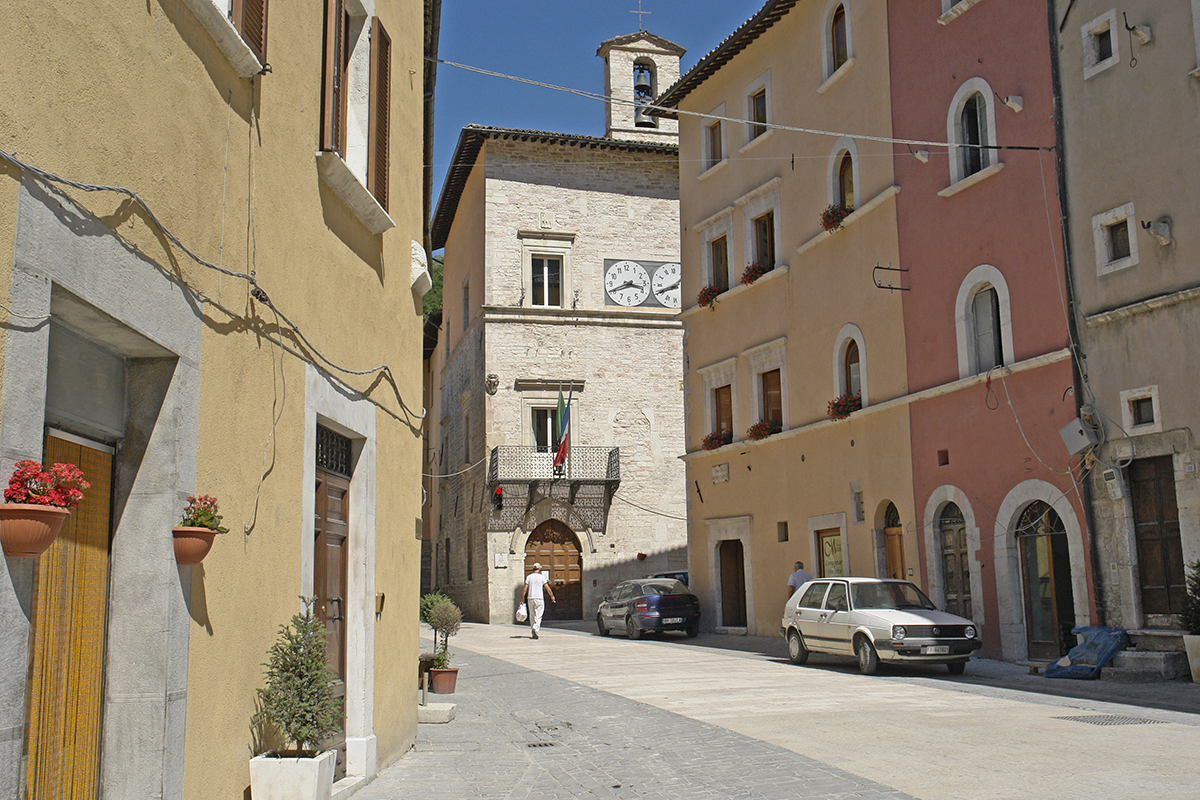
Il Palazzo dei Priori

- Cinta Muraria - di fattura medievale, circonda ancora in gran parte l'abitato culminando nella Rocca. È aperta su quattro porte (Santa Maria, Ponte Lato, S.Angelo, Ussitana) edificate tra XIII e XIV secolo e arricchite da stemmi.
- Rocca di San Giovanni (La Torre o Le Torri) - emblema di Visso insieme al campanile della Collegiata, è ciò che rimane della fortificazione del borgo di origine distrutto dal terremoto del 1328. Punto panoramico sulla conca vissana e sul massiccio del Monte Bove nonché suggestivo punto di osservazione del cielo notturno;
- Piazza Martiri Vissani (La Piazza)- scenografica platea magna di forma trapezoidale; per uno studiato gioco di prospettiva di gusto rinascimentale appare più grande di quanto non sia in realtà. Su di essa si affacciano la Chiesa Collegiata, il Museo e il Palazzo dei Governatori, con naturale prosecuzione nella lunga piazza Capuzi fino al Palazzo dei Priori.
- Palazzo dei Priori (Palazzo del Comune) - sede storica del municipio, ora trasferito per il sisma; nello stemma cittadino è il palazzo a tre arcate sul fiume (com'era prima della costruzione degli argini), ma la forma attuale è quella del 1482; la facciata presenta un portale gotico, belle finestre rinascimentali e un orologio a due quadranti, mentre all'interno risultano notevoli il salone d'ingresso (con le unità di misura comunali) e la Sala Consiliare, quest'ultima abbellita con motti sul buongoverno e dominata da un affresco autografo di Paolo da Visso;
- Palazzo dei Governatori - Eretto nel XIII secolo come sede dell'esecutivo comunale, poi rimaneggiato intorno al 1579; caratteristico per i suoi portici affacciati sulla Piazza e sede storica del Cineteatro Comunale.
- Palazzo Leopardi - Residenza estiva di lontani parenti di Giacomo Leopardi.
- Palazzo Varano (1516) - Residenza estiva dei duchi Varano di Camerino, sempre affacciata sulla Piazza.
- Palazzo delle Guaite (1571-1583) - Rifugio per i pellegrini in visita al Santuario di Macereto.
- Palazzo del Divino Amore - Ex convento francescano del XIV secolo, fino al 2016 sede legale del Parco Nazionale dei Monti Sibillini, situato accanto al Giardino Appenninico Goffredo Jaja.[12][13]
- Palazzo Mancini - Residenza estiva della nobile famiglia romana Mancini (nipoti del governatore Pietro Mazarino, padre del Cardinal Giulio segretario di Re Sole)

## Società

### Evoluzione demografica
Abitanti censiti

### Tradizioni e folclore
- La Pasquella - Il 5 gennaio di ogni anno un gruppo di "pasquellanti", vestiti da pastori, gira di casa in casa ad intonar canti per la nascita di Cristo. Tradizione vuole che ogni famiglia rilasci un dono - generalmente cibi e bevande - per ingraziarsi la buona sorte durante l'anno a venire.
- Madonna di Macereto - La prima domenica di maggio al tempio bramantesco del Santuario di Macereto si svolge la festa della Vergine Maria, luogo di incontro per i comuni confinanti di Visso, Ussita, Pieve Torina e Valfornace.
- Festa del Patrono - Il 24 giugno ha luogo la festa in onore di San Giovanni Battista, patrono della città, con la caratteristica fiera.
- Torneo delle Guaite - Verso la metà di luglio si svolge la rievocazione storica tardo-medievale con sfida tra le cinque contrade ("Guaite"), facendo rivivere nel folklore le attività tradizionali del territorio; l'evento, giunto alla XXI edizione (2023), attira molti visitatori ogni anno.
- Madonna Bruna - L'8 settembre celebrazioni e festeggiamenti in onore della Madonna Bruna, così detta per il colore della statua lignea conservata nella Collegiata di Santa Maria.
- Festa dell’Immacolata Concezione - La chiesa dell’Immacolata Concezione di Visso si sviluppò nel XVI secolo su un antico eremo che si trova ai piedi dell’edificio. La terrazza, che annuncia l’ingresso della chiesa, offre una panoramica sulla valle di Ussita e Visso. L’8 dicembre, in occasione della festa dell’Immacolata Concezione, la tradizione vuole che la Santa Messa sia celebrata prima dell’alba ricordando il tempo passato, quando gli agricoltori dovevano, subito dopo, recarsi al lavoro nelle campagne.

## Cultura

### Musei
- Museo civico diocesano - Situato nell'ex Chiesa di Sant'Agostino, conserva al suo interno centinaia di opere di notevole pregio e valore. Venne istituito nel 1972 ad opera dello storico ed ex sindaco di Visso Ado Venanzangeli.
- Museo dei Manoscritti Leopardiani - Perla di raro valore artistico, vi sono conservati circa 100 manoscritti di Giacomo Leopardi. Fra gli originali più importanti si annoverano i Sei Idilli (L'infinito, La sera del giorno festivo, La ricordanza o Alla luna, Il sogno, Lo spavento notturno, La vita solitaria),  Cinque sonetti in Persona di Ser Pecora fiorentino Beccaio, l'Epistola al conte Carlo Pepoli, la prefazione alla seconda edizione del Commento alle rime del Petrarca e le quattordici lettere indirizzate agli Stella di Milano tra il 1825 e il 1831. I manoscritti vennero acquistati nel 1869, dall'allora sindaco di Visso Giovanni Battista Gaola Antinori, che da buon mecenate li ricevette dal letterato Prospero Viani per la somma di 400 lire.

### Musica
- Poliphonica Festival - Particolarmente importante nel risvolto musicale e culturale marchigiano, la stagione concertistica si svolgeva durante il mese di agosto. Negli anni 2000-2016 la rassegna ha visto sfilare importanti artisti del panorama musicale nazionale e internazionale ed ha coinvolto molti altri comuni. A Visso i concerti si sono sempre tenuti nella Chiesa di San Francesco.
- Settembre Musicale - Dal 2007 l'associazione musicale "poliphonica festival" organizzava il "Settembre Musicale - Interpretazione vocale e strumentale", corsi estivi tenuti da qualificati docenti provenienti da conservatori, accademie e istituti musicali di tutta Italia sotto la direzione artistica di Giovanni Sorana.

### Cucina

#### Il ciauscolo
Salume che ha origine a Visso, il ciauscolo è un insaccato composto da un impasto di carne di maiale: pancetta, spalla, rifilatura di prosciutto e di lonza, sale, vino e aglio. La caratteristica principale di questo salume, diffuso nell'Appennino umbro-marchigiano, è la spalmabilità; ma è il mix di aromi e spezie che garantisce la peculiarità di ogni produttore, nel rispetto della tradizione. Il riconoscimento del marchio di qualità IGP premia il territorio e i produttori locali, in particolare con la dicitura "Prodotto della montagna" nell'etichetta si garantisce lo svolgersi di tutte le fasi in loco, dalla produzione alla stagionatura.

#### Le cordelle
Si tratta di un formato di pasta lunga, tipo grosso spaghetto fatto a mano, a base di acqua e farina. Viene di solito condita con guanciale, olio, pepe e pecorino.

#### Il torciglione
Dolce secco della tradizione natalizia umbro-marchigiana a forma di spirale, ricorda un serpente attorcigliato.
La ricetta prevede un impasto a base di uva passa, pinoli, nocciole, noci, fichi secchi, cacao, alchermes, zucchero.

#### Altri prodotti
Prodotti di grande spessore sono tutti i salumi e i prodotti di norcineria, derivanti dalla lavorazione della carne di maiale. Si possono citare inoltre il Pecorino ottenuto dalla celebre pecora sopravissana, un tempo assai rinomata per la qualità della lana; la trota del Nera, fario o salmonata, il tartufo nero e lo scorzone estivo, i maccheroni dolci, le lenticchie, il farro e la cicerchia (legumi tipici dei Sibillini), il castrato e, tra i dolci, la torta Paolo da Visso.

## Economia

### Artigianato
Tra le attività economiche più tradizionali, diffuse e attive vi sono quelle artigianali, come la rinomata arte della tessitura finalizzata alla realizzazione di tappeti e di tanti altri prodotti caratterizzati da motivi artistici pregiati.

## Infrastrutture e trasporti

### Ferrovie
Dal 1926 al 1968 Visso (insieme al comune di Triponzo) fu servita (tramite l'omonima stazione posta in Umbria) dalla ferrovia Spoleto-Norcia, una linea a scartamento ridotto che collegava Spoleto con Norcia, che rimase in esercizio dal 1º novembre 1926 al 31 luglio 1968, quando fu soppressa. Le tracce della ferrovia sono quasi tutte conservate, il sedime è stato convertito in una pista ciclabile.

## Amministrazione
| Periodo          | Periodo          | Primo cittadino             | Partito                       | Carica                    | Note          |
| ---------------- | ---------------- | --------------------------- | ----------------------------- | ------------------------- | ------------- |
| 1926             | 1936             | Antonio Fattori             |                               | Podestà                   |               |
| 1936             | 1943             | Felice Venanzoni            |                               | Podestà                   |               |
| 1943             | 1945             | Giovanni Rinaldi            |                               | Sindaco                   |               |
| 1945             | 1952             | Luigi Cappa                 |                               | Sindaco                   |               |
| 1952             | 1960             | Antonio Fattori             | Lista civica                  | Sindaco                   |               |
| 1960             | 1970             | Silvio Sensi                | Democrazia Cristiana          | Sindaco                   |               |
| 1970             | 1971             | Mario Cavalletti            | Democrazia Cristiana          | Sindaco                   |               |
| 1971             | 1974             | Ado Venanzangeli            | Democrazia Cristiana          | Sindaco                   |               |
| 1975             | 1985             | Pietro Tranquilli           | Democrazia Cristiana          | Sindaco                   |               |
| 28 giugno 1985   | 14 giugno 1990   | Francesco Sensi             | Democrazia Cristiana          | Sindaco                   | [ 16 ]        |
| 15 giugno 1990   | 23 aprile 1995   | Francesco Sensi             | Democrazia Cristiana          | Sindaco                   |               |
| 24 aprile 1995   | 12 giugno 1999   | Alessandro Lucerna          | Lista civica                  | Sindaco                   | [ 16 ] [ 17 ] |
| 13 giugno 1999   | 21 giugno 2000   | Ermete Verrecchia           | Lista civica di Centro        | Sindaco                   | [ 16 ] [ 19 ] |
| 27 luglio 2000   | 12 maggio 2001   | Francesco Senesi            |                               | Commissario straordinario |               |
| 13 maggio 2001   | 15 febbraio 2004 | Giuliano Pazzaglini         | Lista civica                  | Sindaco                   | [ 16 ] [ 21 ] |
| 16 febbraio 2004 | 12 giugno 2004   | Maria Giulia Minicuci       |                               | Commissario prefettizio   |               |
| 13 giugno 2004   | 7 giugno 2009    | Giuliano Pazzaglini         | Lista civica                  | Sindaco                   | [ 16 ] [ 22 ] |
| 8 giugno 2009    | 25 maggio 2014   | Carlo Ballesi               | Costruiamo il futuro di Visso | Sindaco                   | [ 16 ] [ 23 ] |
| 26 maggio 2014   | 26 maggio 2019   | Giuliano Pazzaglini         | Insieme per Visso             | Sindaco                   | [ 16 ] [ 24 ] |
| 27 maggio 2019   | 9 giugno 2024    | Gian Luigi Spiganti Maurizi | Insieme per Visso             | Sindaco                   | [ 16 ]        |
| 10 giugno 2024   | in carica        | Rosella Sensi               | Cambiare Insieme              | Sindaco                   | [ 16 ]        |

### Gemellaggi

#### Patti di amicizia
- Recanati, dal 2016 (protocollo d'intesa)[25]

## Sport

### Calcio
La principale squadra di calcio della città è l'A.S.D. Visso 1967 che milita nel girone F maceratese di 3ª Categoria.